# Rete tranviaria di Plzeň
La rete tranviaria di Plzeň è la rete tranviaria che serve la città ceca di Plzeň; è composta da tre linee.